# 오스터문디겐
오스터문디겐(독일어: Ostermundigen)은 스위스 베른주의 베른-미텔란트구에 있는 자치체이다.
이 도시는 여배우 우르줄라 안드레스의 출생지이다.
유네스코 세계 문화 유산인 베른 구시가에 있는 대부분의 건물은 오스터문디겐에서 채석한 사암으로 지어졌다.

## 역사
오스터문디겐은 1239년에 Osturmundingun으로 처음 언급되었다. 1279년에 그것은 Ostermundigen으로 언급되었다.
오스터문디겐은 단일 공동체를 형성하는 3개의 중세 마을(상, 중, 하)에서 발전했다. 세 마을은 다양한 귀족들이 영지로 소유한 14개의 들판으로 둘러싸여 있었다. 들판 사이에는 다이스빌, 데니크코펜, 뢰르스빌, 로투스 및 베크뮐레를 포함하여 많은 작은 마을이 개발되었다. 정치적으로나 종교적으로 볼리겐 지자체의 일부였지만, 홀츠게마인데 ( 산림 협동 조합)는 제한된 공동 산림을 관리했다.
오스터문디겐의 마을은 이티겐, 페렌베르크 및 볼리겐의 분기와 함께 볼리겐 교구의 4분의 1을 형성했다. 1528년에 개신교 개혁 이 본당에 들어간 후, 구역은 부분적으로 자치가 되었다. 이제 각 분기는 가난한 사람과 고아를 돌보고 해당 분기의 주민들에게 교육을 제공하는 책임이 있다. 결국 홀츠게마인데는 교육을 제공하고 가난한 사람들을 돌보는 일을 담당하게 되었다. 그들은 1746년에 첫 번째 학교 건물을 지었다. 19세기 초까지 이러한 배치로 인해 5개의 다른 위원회가 있는 복잡하고 다루기 힘든 시 권력 구조가 만들어졌다(홀츠게마인데, 마을, 학교, 분기 및 도로 수리 및 유지 관리)가 모두 중복되는 권한을 보유한다. 이것은 볼리겐의 시 및 교구 평의회에 추가되었다. 1856년에 오스터문디겐의 시민들은 홀츠게마인데를 통합했다. 마을 의회와 분기 의회가 하나로 통합된다. 도로 수리 위원회와 4분의 1 평의회는 1872년에 합병되었다. 1945년에 교육구와 4분의 1이 마침내 통합되어 마침내 오스터문디겐 지구에 통합된 행정 구조가 되었다. 그러나 지자체는 여전히 분열되어 있으며, 지자체와 구역 간의 복잡한 권한 분할이 있다. 중앙집중화(1930, 1945, 1963), 베른 통합(1913, 1919) 또는 분권화(1956, 1962, 1972)에 대한 오랜 논쟁 끝에 주민들은 1978년에 지자체를 3개의 독립적인 지자체(볼리겐, 이티겐, 오스터문디겐)로 나누기로 결정했다. 1980년부터 1983년까지 지역사회는 독립된 시정촌이 되는 과정을 완료했다.

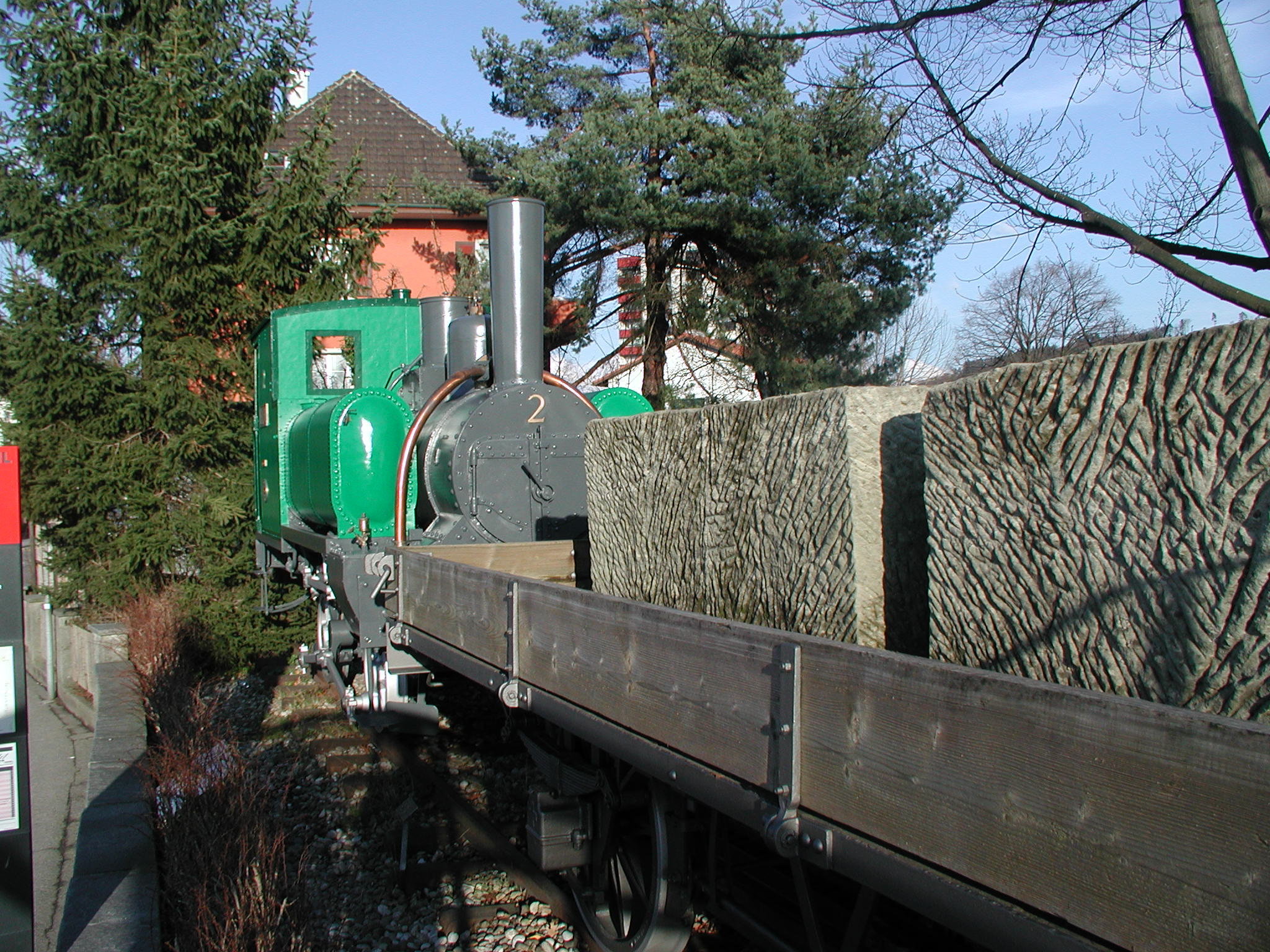
촐가세 버스 정류장에 있는 오스터문디겐 사암을 가진 톱니바퀴 철도 증기 기관차

오스터문디겐 마을은 베른고원으로 향하는 전통적인 무역로를 따라 가던 곳이다. 1500년경에는 이 무역을 위한 선술집과 세관이 있었다. 16세기부터 많은 베른 귀족들이 오스터문디겐에 시골 영지를 지었다. 가장 주목할만한 것 중 일부는 1707년에 지어진 오스터문디겐구트, 시골 부동산 로투스(기본적으로 1671년에 시작된 후기 고딕 양식) 및 뢰르스빌 시골 부동산(16세기부터 19세기까지 건설, 확장 및 개조됨)을 포함한다. 15세기까지 오스터문디겐은 사암 채석장으로 유명했으며, 1900년까지 베른의 거의 모든 건물은 오스터문디겐 사암으로 지어졌다. 1859년, 베른-툰의 오스터문디겐 철도는 채석장에서 고객에게 돌을 옮기는 것을 단순화하고 대규모 채석 산업과 광업으로 이어졌다. 1866년에 그들은 최대 250명의 광부와 함께 오스터문디겐베르크 아래에서 광산 갱도를 운전하기 시작했다. 1871년에 세계 최초로 랙 철도가 채석장에서 기차역으로 돌을 가져오는 말이나 노새 팀을 대체했다. 1900년 경, 벽돌과 시멘트가 새로운 건축물에서 석재를 대체하면서 사암에 대한 수요가 감소했다. 1907년에는 채석장이 폐쇄되고 터널이 벽돌로 쌓였다. 일부 채석장은 훨씬 작은 규모이지만 여전히 운영되고 있다.
1850년 이후, 마을은 작은 농촌 마을에서 많은 중소 공장이 있는 공업 도시로 빠르게 변했다. 가장 큰 고용주 중 일부는 Zent AG(1898-1974년 운영), 종이와 판지 공장, 다이스빌(1876년 개업)과 발다우의 정신과 진료소였다. 그러나 가장 큰 공장은 인근 지자체에 있었고, 많은 주민들이 주변 지역 사회에서 직장으로 통근했다. 당시 세금은 거주지가 아닌 근무지에 따라 징수됐다. 오스터문디겐의 많은 주민들이 지역 사회 밖에서 일했기 때문에 오스터문디겐은 금융 위기에서 금융 위기로 어려움을 겪었다. 지속적인 재정적 압박으로 인해 중앙 집중화, 베른 합병 또는 분리 시도로 이어졌고, 결국 1983년 오스터문디겐이 독립 시정촌이 되면서 종료되었다.

## 지리

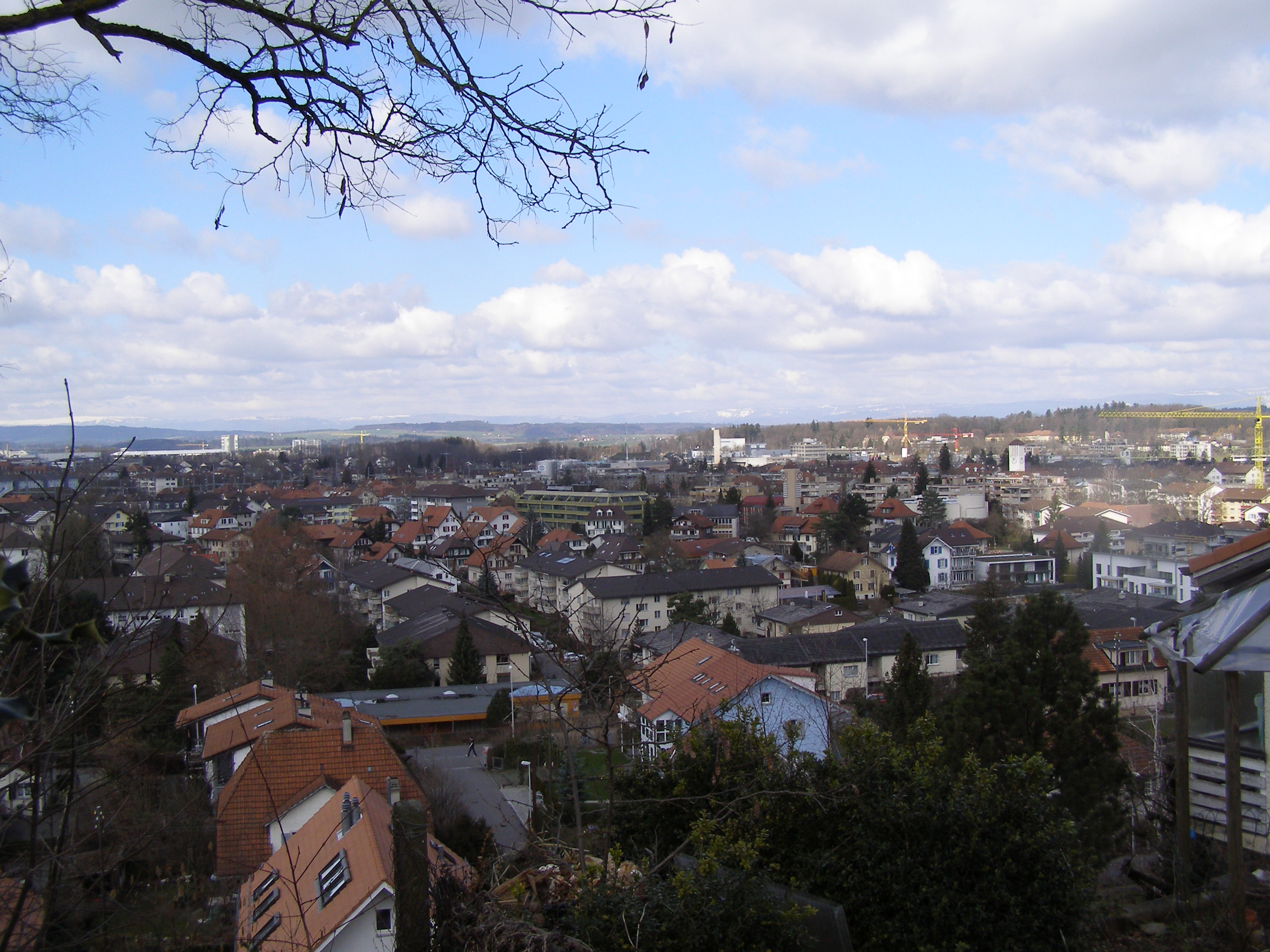
위스터문디겐 위의 오스터문디겐베르크에서 본 풍경

오스터문디겐의 면적은 5.96k㎡이다. 이 면적 중 1.9k㎡ (32.0%)가 농업용으로 사용되는 반면 1.52k㎡ (25.6%)는 산림이다. 나머지 토지 중 2.55k㎡ (42.9%)가 정착지(건물 또는 도로)이고 0.01k㎡ (0.2%)가 비생산적인 토지이다.
건축면적 중 공업용 건물이 전체 면적의 3.2%, 주택과 건물이 25.8%, 교통 기반 시설이 9.1%를 차지했다. 전력 및 수자원 기반 시설 및 기타 특수 개발 지역은 면적의 2.0%를 구성하고 공원, 녹지대 및 스포츠 필드는 2.9%를 구성한다. 숲이 우거진 토지 중 전체 토지의 24.4%는 숲이 우거져 있고 1.2%는 과수원이나 작은 나무 군락으로 덮여 있다. 농경지 중 25.1%는 작물 재배에 사용되고 6.2%는 목초지이다.
시정촌은 오스터문디겐베르크와 헤텐베르크 기슭의 낮은 포르플렌탈(보르플렌 계곡)에 있다. 그것은 베른 광역권의 일부이다. 1983년까지 볼리겐 지자체의 일부였다.
2009년 12월 31일에 시정촌의 이전 지구인 베른구가 해산되었다. 다음 날 2010년 1월 1일에 새로 설립된 베른-미텔란트구에 합류했다.

## 인구통계

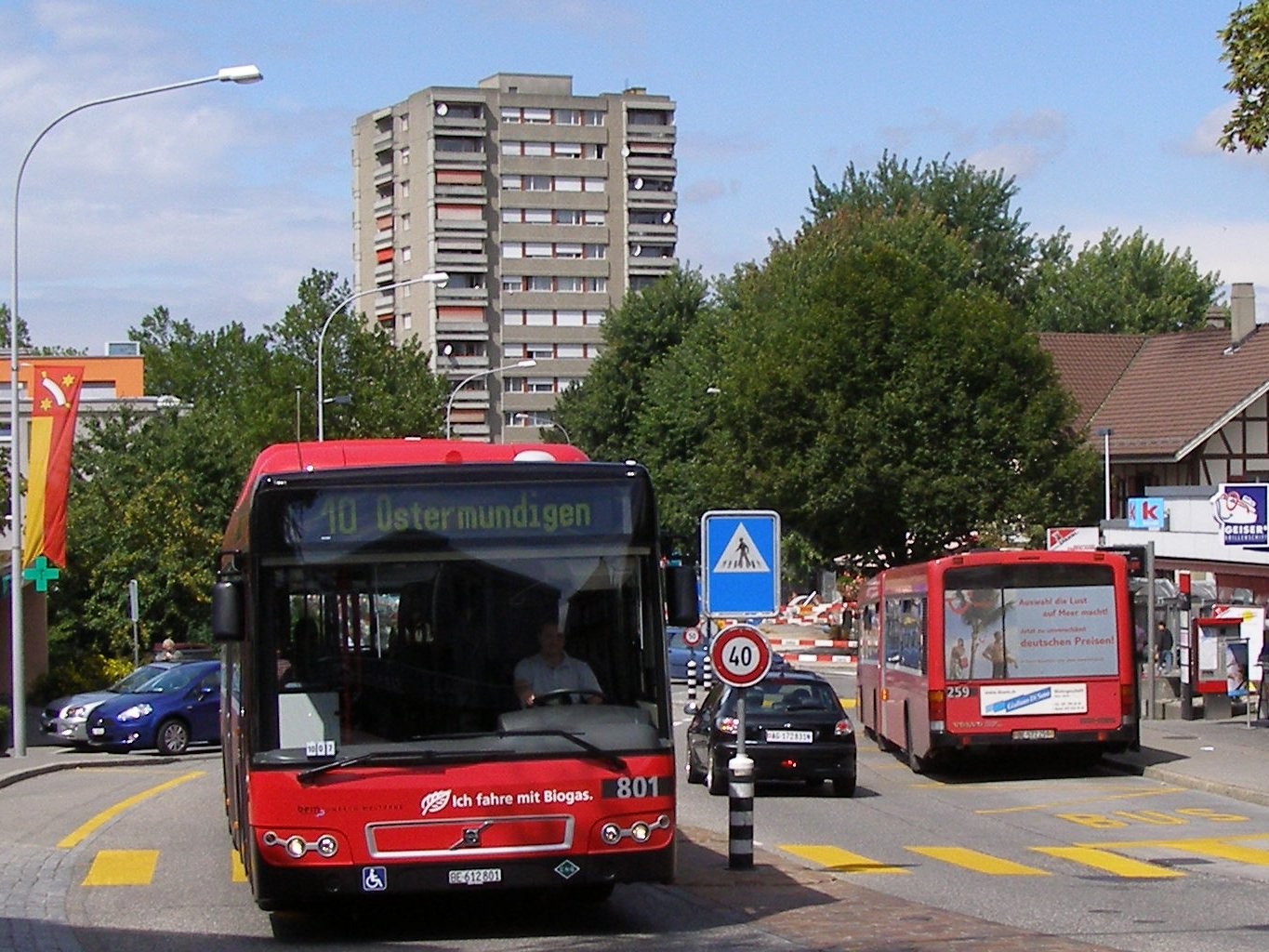
오스터문디겐에 아파트 타워와 바이오가스 버스

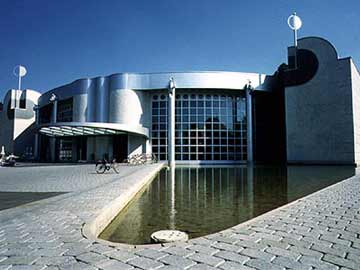
오스터문디겐의 미그로 슈퍼마켓, 유스투스 다힌덴이 설계

2020년 12월 기준, 오스터문디겐의 인구는 17,758명이다. 2010년 기준으로 인구의 24.4%가 거주하는 외국인이다. 2000년부터 2010년까지 지난 10년 동안 인구는 1.3%의 비율로 변화했다. 이민은 0.3%, 출생 및 사망은 1.1%를 차지했다.
2000년 기준, 대부분의 인구인 12,677명(82.0%)이 독일어를 모국어로 사용하고, 이탈리아어가 677명(4.4%)으로 두 번째로 많이 사용하고, 프랑스어가 372명(2.4%)으로 세 번째로 사용된다. 로만슈어를 구사하는 사람은 18명이다.
2008년 기준으로 인구는 남성 48.2%, 여성 51.8%이다. 인구는 5,440명의 스위스 남성(인구의 35.2%)과 2,007명(13.0%)의 비스위스계 남성으로 구성되었다. 스위스 여성은 6,238명(40.4%), 비스위스계 여성은 1,753명(11.4%)이었다. 지자체의 인구 중 3,234명(약 20.9%)이 오스터문디겐에서 태어나 2000년에 그곳에 살았다. 같은 주에서 태어난 5,881명(38.1%)이 있었고, 스위스 다른 곳에서 태어난 2,400명(15.5%)이 있었다. 3,237명(20.9%)이 스위스 이외의 지역에서 태어났다.
2010년 기준으로 아동·청소년(0~19세)이 18.1%, 성인(20~64세)이 62.1%, 노인(64세 이상)이 19.8%를 차지한다.
2000년 기준으로 시정촌에 미혼이거나 독신인 사람은 6,037명이다. 기혼자는 7,480명, 미망인은 900명, 이혼한 사람은 1,035명이었다.
2000년 기준 1인 가구는 2,918가구, 5인 이상 가구는 255가구이다. 2000년에는 총 7,176세대(전체의 93.1%)가 상설 임대되었으며, 396세대(5.1%)가 성수기이며, 133세대(1.7%)가 비어 있었다. 2010년 기준 신규주택 건설률은 인구 1000명당 2.9세대이다. 2011년 시정촌 공실률은 0.73%였다.
역사적 인구는 다음 차트에 나와 있다.

## 정치
2011년 연방 선거에서 가장 인기 있는 정당은 24.9%의 득표율을 기록한 SPS였다. 다음으로 가장 인기 있는 3개 정당은 BDP당 (17.9%), SVP (17%), FDP (8.7%)였다. 이번 연방 총선에서 총 4,137표가 투표되었고, 투표율은 41.1%였다.

## 경제
2011년 현재 오스터문디겐의 실업률은 3.05%이다. 2008년 기준으로 시정촌에 고용된 사람은 총 6,368명이다. 이 중 1차 경제 부문에 25명이 고용되었고, 이 부문에 약 9개 기업이 참여했다. 1,930명이 2차 부문에 고용되었고, 이 부문에 103개의 기업이 있었다. 4,413명이 3차 부문에 고용되었으며, 이 부문에는 378개의 기업이 있다.
2008년에는 총 5,593개의 정규직에 상응하는 일자리가 있었다. 1차 부문의 일자리 수는 13개였으며, 모두 농업에 있었다. 2차 부문의 일자리 수는 1,824개였으며, 그중 1,001개(54.9%)가 제조업에, 503개(27.6%)가 건설에 종사했다. 3차 부문의 일자리는 3,756개였다. 3차 부문에서; 853(22.7%)은 도소매 또는 자동차 수리업, 374개(374(10.0%)) 상품 이동 및 보관, 163개(4.3%) 호텔 또는 레스토랑, 1,204개(32.1%) 정보 산업), 215개(5.7%)가 보험 또는 금융 산업, 193개(5.1%)가 기술 전문가 또는 과학자, 156개(4.2%)가 교육, 259개(6.9%)가 의료 분야였다.
2000년 기준 자치단체로 통근하는 근로자는 4,510명, 출퇴근자는 6,689명이었다. 지자체는 근로자의 순수출 지자체로, 들어오는 1명당 약 1.5명의 근로자가 지자체를 떠나고 있다. 근로 인구의 46%는 대중교통을 이용하여 출근했고 31.7%는 자가용을 이용했다.

## 종교
2000년 인구 조사에서 로마 가톨릭 신자는 3,578명(23.2%)이었고, 스위스 개혁 교회는 7,995명(51.7%)이었다. 나머지 인구 중 정교회 교인은 248명(인구의 약 1.60%), 크리스찬 가톨릭 교회]] 교인은 14명(인구의 약 0.09%), 997명이 있었다. 다른 기독교 교회에 속한 개인(6.45%). 유대인은 10명(0.06%)이었고, 이슬람교는 944명(6.11%), 불교 79명, 힌두교 228명과 다른 교회에 속한 21명이 있었다. 1,258명(인구의 약 8.14%)이 교회에 속하지 않고, 불가지론자 또는 무신론자이며, 569명(인구의 약 3.68%)이 질문에 대답하지 않았다.

## 교육
오스터문디겐에서는 인구의 약 6,604명(42.7%)이 비필수가 고등교육을 이수했으며, 1,623명(10.5%)이 추가 고등교육( 대학 또는 응용학문대학)을 마쳤다. 고등교육을 이수한 1,623명 중 64.5%가 스위스 남성, 21.2%가 스위스 여성, 9.4%가 비스위스계 남성, 4.9%가 비스위스계 여성이었다.
베른주의 학교 시스템은 1년의 의무 없는 유치원, 6년의 초등학교를 제공한다. 이후 3년 동안의 의무적 중학교 과정을 거쳐 학생들을 능력과 적성에 따라 구분한다. 중학교 이하 학생들은 추가 학교에 다니거나 견습생으로 들어갈 수 있다.
2009-10학년도 동안 총 1,365명의 학생이 오스터문디겐의 수업에 참석했다. 시정촌에는 총 241명의 학생이 있는 13개의 유치원 수업이 있었다. 유치원생 중 37.3%는 스위스의 영주권 또는 임시 거주자(시민권 아님)였으며, 55.6%는 교실 언어와 다른 모국어를 사용한다. 지자체에는 36개의 초등 학급과 678명의 학생이 있었다. 초등 학생 중 36.9%는 스위스의 영주권 또는 임시 거주자(시민권 아님)였으며, 60.2%는 교실 언어와 다른 모국어를 사용한다. 같은 해에 총 385명의 학생이 있는 21개의 중학교가 있었다. 스위스의 영주권자 또는 임시 거주자(시민이 아님)가 28.8%이고 53.5%가 교실 언어와 다른 모국어를 사용한다.
2000년 현재 오스터문디겐에는 다른 지자체에서 온 82명의 학생이 있었고 460명의 주민들은 지자체 외부의 학교에 다녔다.